# Uvac
Pour les articles homonymes, voir Uvac.
L'Uvac (en serbe cyrillique Увац) est une rivière de Serbie, de la république serbe de Bosnie et de Bosnie-Herzégovine. Sa longueur est de 119 km. Elle est le principal affluent du Lim et marque la frontière septentrionale du Sandžak et de la Raška. Avant de se jeter dans le Lim, elle sert sur 10 kilomètres de frontière entre la Serbie et la Bosnie-Herzégovine.
L'Uvac appartient au bassin versant de la mer Noire ; son propre bassin couvre une superficie de 1 310 km2. Il n'est pas navigable.

## Cours supérieur

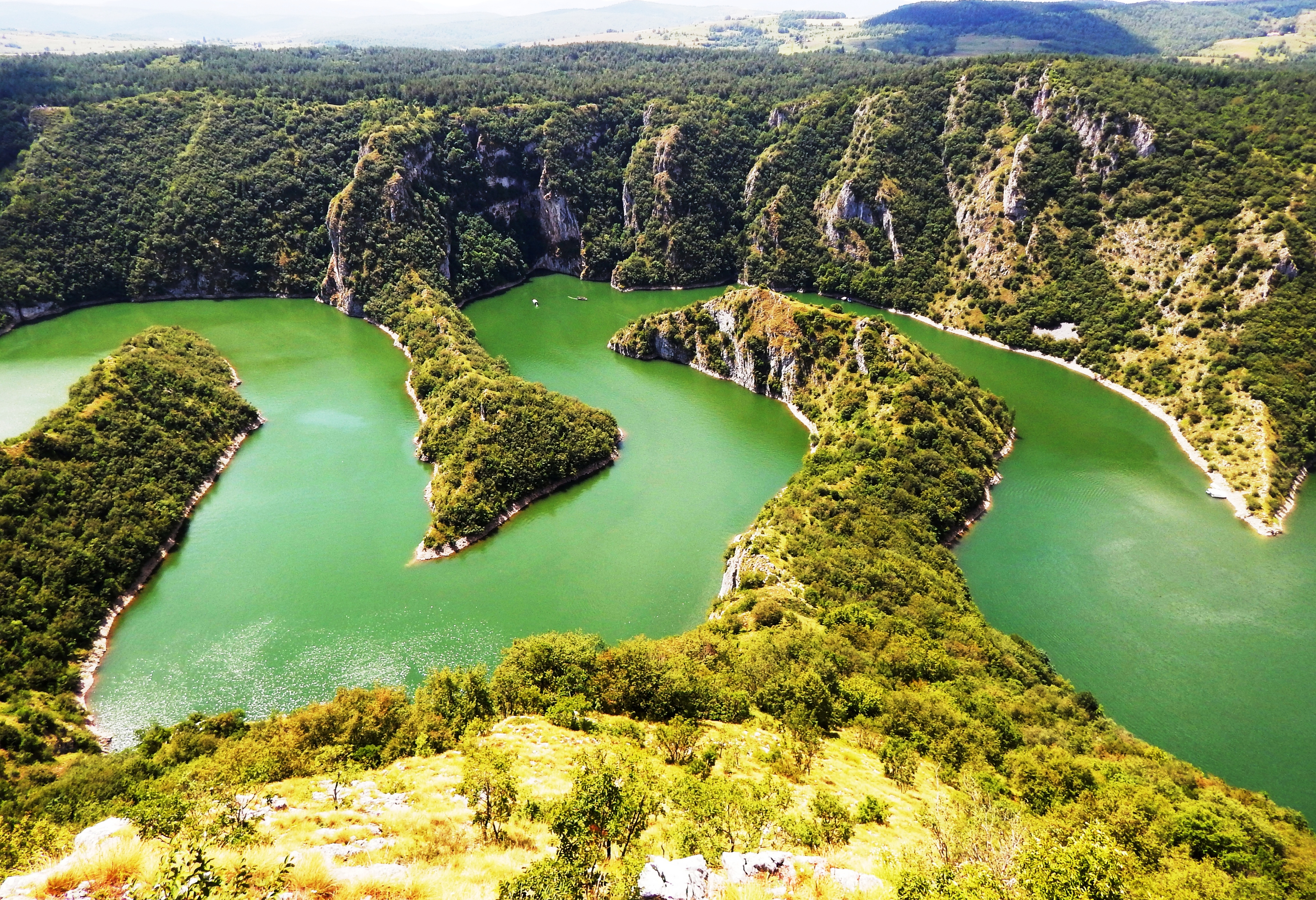
Uvca.

La rivière prend sa source sur le plateau de Pešter sous le nom de Rasanska reka (cyrillique : Расанска река). Le cours d'eau forme une courbe le long des montagnes de Ninaja  et de Pometenik, et longe Tuzinje, Rasno, Dragojloviće et Gradac, où il rejoint la Brnjička reka (Брњичка река). Il entre dans la dépression de Sjenica et poursuit sa course sous le nom de Vapa (Вапа).
La rivière traverse Gornja Vapa, Donja Vapa, Čedovo et Krstac, où elle reçoit, sur sa gauche, les eaux de l'Uvac, né au mont Ozren. C'est l'Uvac qui donne désormais son nom à la rivière.

## Cours inférieur
L'Uvac poursuit sa course en direction du nord-ouest, il entre dans la région de Stari Vlah, où il coule dans une vallée particulièrement encaissée. Il y reçoit les eaux de la Kladnica. À cet endroit, sa puissance alimente trois centrales hydroélectriques, chacune dotée d'un lac artificiel : la centrale de Bistrica avec le lac de Radoinja, la centrale de Kokin Brod avec le lac Zlatar (7,3 km2, altitude 400 m, profondeur 40 m) et la centrale de Sjenica avec le lac de Sjenica.

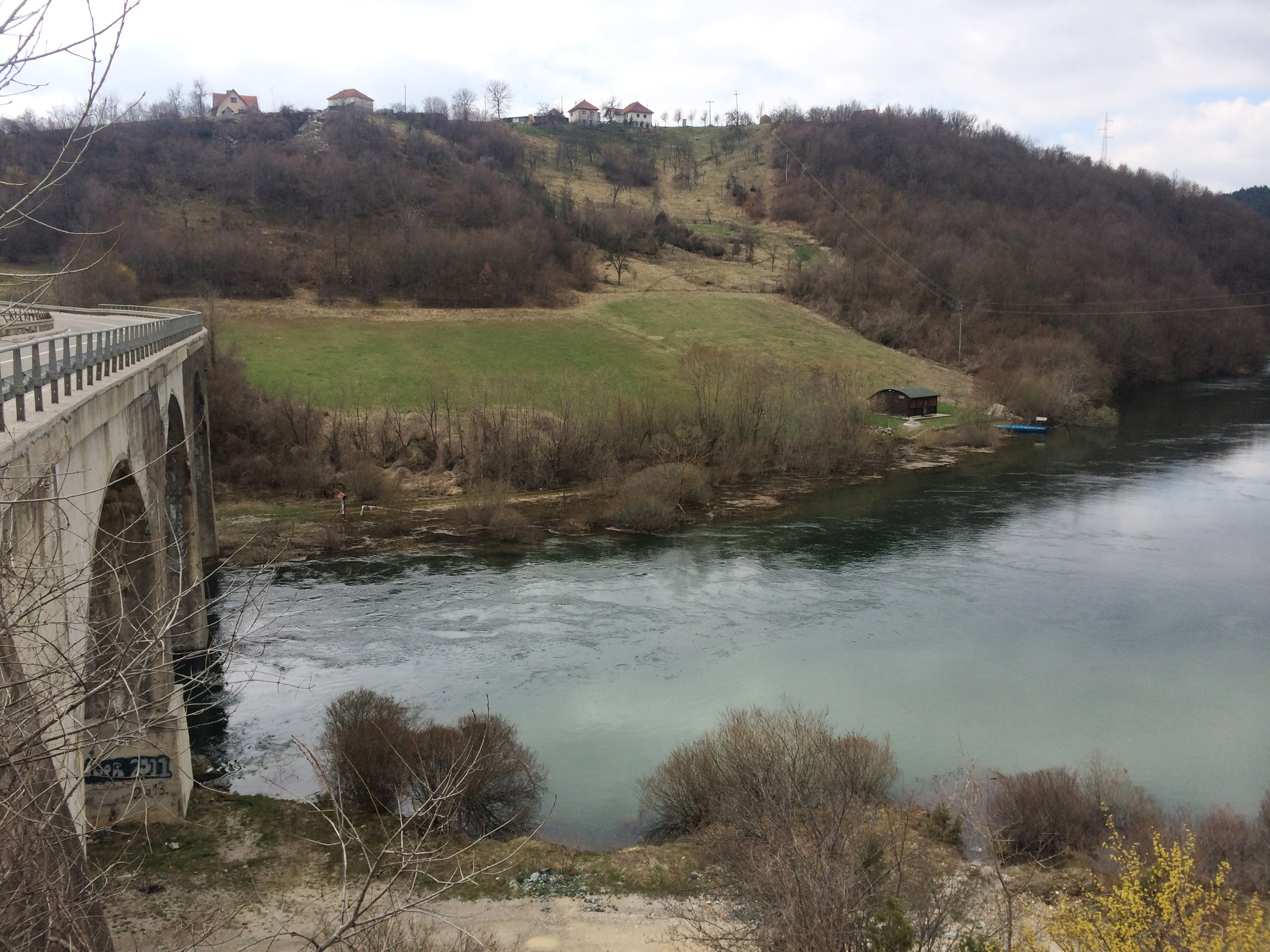
Le lac de Radoinja
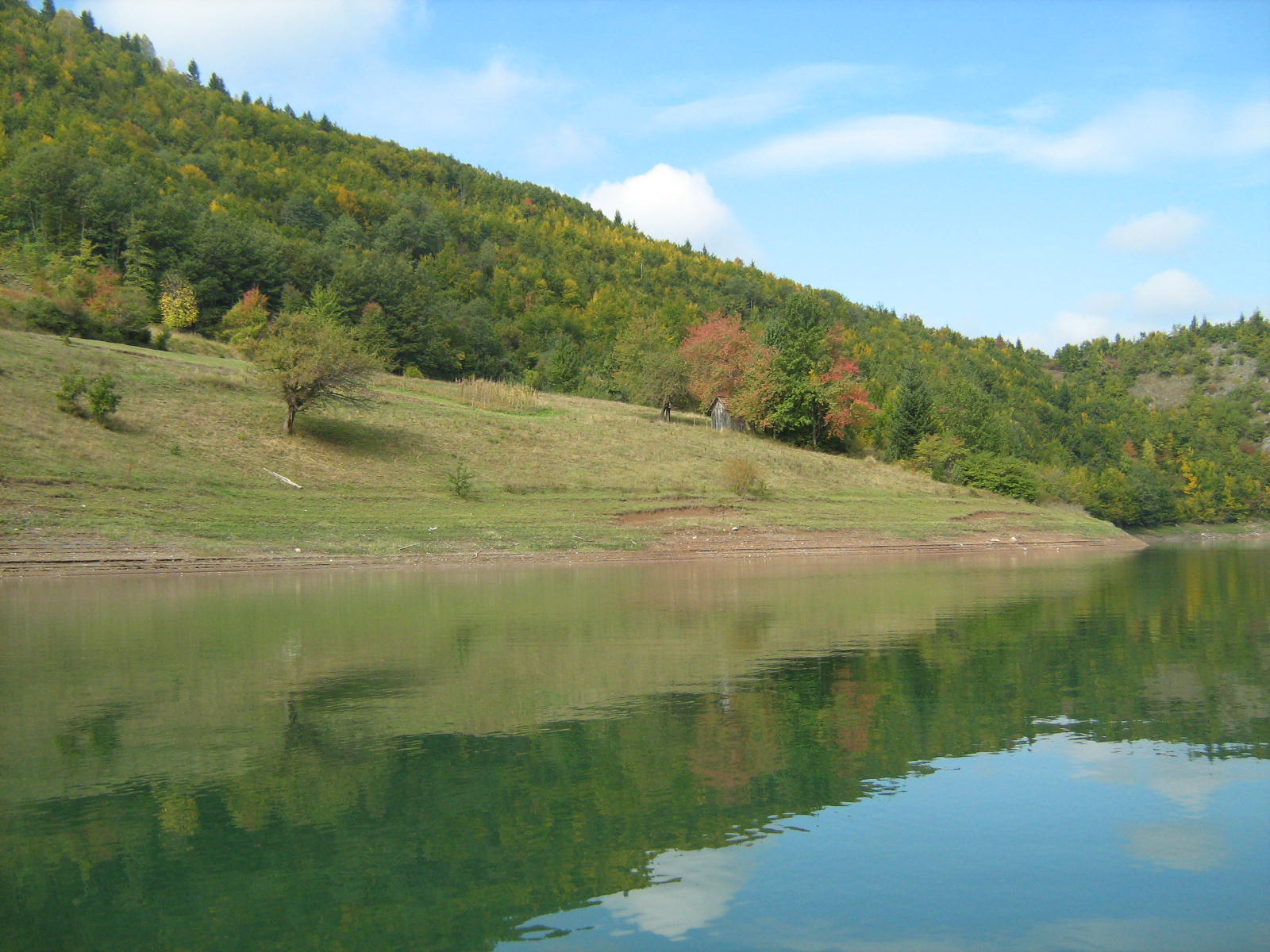
Le lac Zlatar
Le lac de Sjenica

Dans la partie inférieure de son cours, l'Uvac coule entre les monts Zlatar et Zlatibor, près de Kokin Brod et Radoinja. Il atteint alors la frontière bosniaque et le mont Varda. Il forme un coude vers le sud et coule vers les villages de Bjelušine et d'Uvac (en Bosnie-Herzégovine). L'Uvac se jette dans le Lim au nord de la ville de Priboj.

## Protection
Une partie du cours de l'Uvac est inscrite sur la liste des réserves naturelles de Serbie (identifiant no RP 43), et est considérée comme une zone importante pour la conservation des oiseaux (ZICO no RS021).